# Säbyholm, Uppland
Säbyholm är ett tidigare gods i Låssa socken i Uppland, numera ombyggt till privatlägenheter. SCB har för bebyggelsen i och omrking godset, inklusive husen kring Låssa kyrka, från 2020 avgränsat en småort
På Säbyholm fanns fram till 2013 Naturbruksgymnasium med Stockholms Trädgårdsmästarutbildning och utbildningar inom djurskötsel, trädgård, hund- och hästhållning. Gården består av många byggnader och marken omfattar en area om cirka 410 hektar. 

## Historia

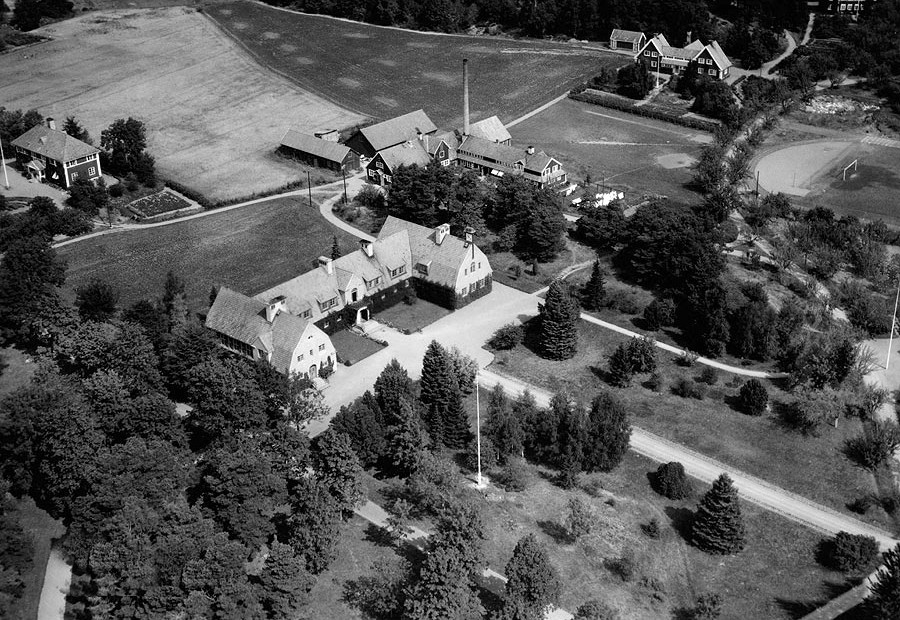
Skolan 1949

Säbyholm är sannolikt den gård, som under namnet Ladza eller Laatza i slutet av 1300-talet var sätesgård för väpnaren Olof Haraldsson (Lossaätten). Därefter tillhörde den hans son, väpnaren Harald Olofsson, häradshövding i Bro hundare. Under namnet Sæby beboddes gården av väpnaren Knut Haraldsson. Alla tre verkar ha tillhört den släkt, som idag kallas Lossaätten och tidigare felaktigt troddes vara ursprung till ätten Soop. I slutet av 1600-talet ägdes Säbyholm av landshövdingen Mauritz Nilsson Posse (död 1702) och därefter av hans arvingar. 1799 innehades gården av Carl August Ehrensvärd. På 1800-talet ägdes den av medlemmar av ätterna Taube, Sparre och Lagercrantz. 1875 blev brukspatronen Pehr Gustaf Tamm ägare.
År 1909 köptes Säbyholms gård av stiftelsen "Sunnerdahls hemskolor på landet" från Pehr Gustaf Tamms son Casper. Stiftelsen bildades av filantropen Magna Sunnerdahl och godset omvandlades till internatskola för fattiga barn. I skolan som startade 1911 fanns för pojkarna utbildning inom jordbruk, trädgård, metallarbete och snickeri, medan flickorna erbjöds utbildning inom hushållsarbete, sömnad och barnavård. Skolhuset samt rektorsbostaden (numera Tallgården) byggdes 1912 efter ritningar av arkitekten Ivar Tengbom. 
Den stora jordbruksavdelningen drevs ända till 1972, då Sunnerdahls hemskolor successivt hade avvecklats från 1965. Från 1971 har skolans trädgårds- och lantbruksutbildning drivits i kommunal regi av Landstinget Stockholm. 2009 sålde landstinget Säbyholmskolan till ABF. För att utbildningsverksamheten skulle kunna bestå tvingades de nya ägarna vid årsskiftet 2012-2013 att flytta den till Häggvik i Sollentuna.
År 2014 började kommunen att utarbeta underlag för en ny detaljplan för Säbyholm. Syftet med planen är att utveckla området till en levande bebyggelsemiljö med bostäder, verksamheter, undervisning och omsorg. Programområdet omfattar det tidigare Naturbruksgymnasiet och en mindre del strand vid Säbyholmsviken. Av dessa planer blev dock bara bostäder kvar och i dagsläget har den historiska skolbyggnaden byggts om till lägenheter.

## Bilder

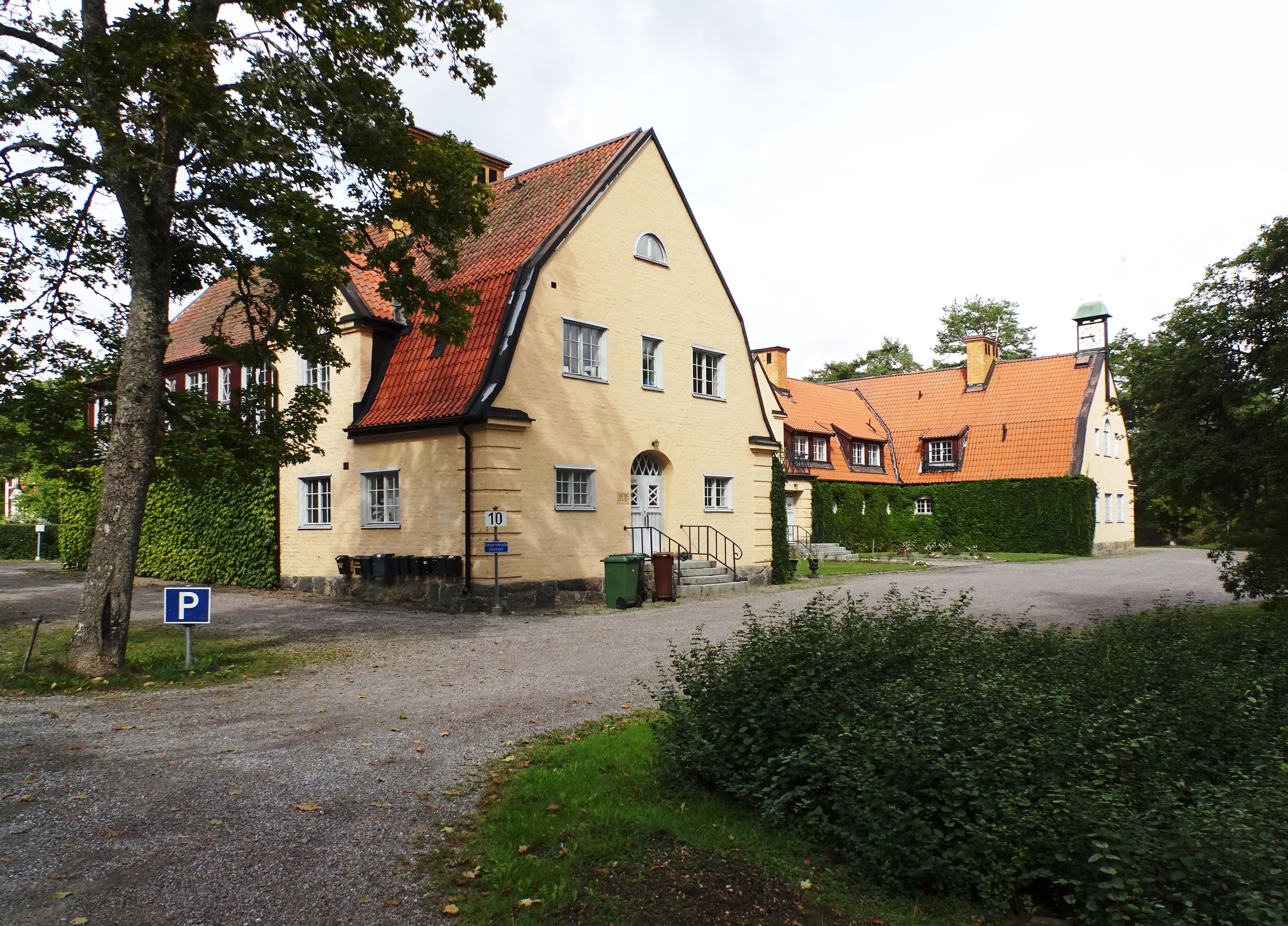
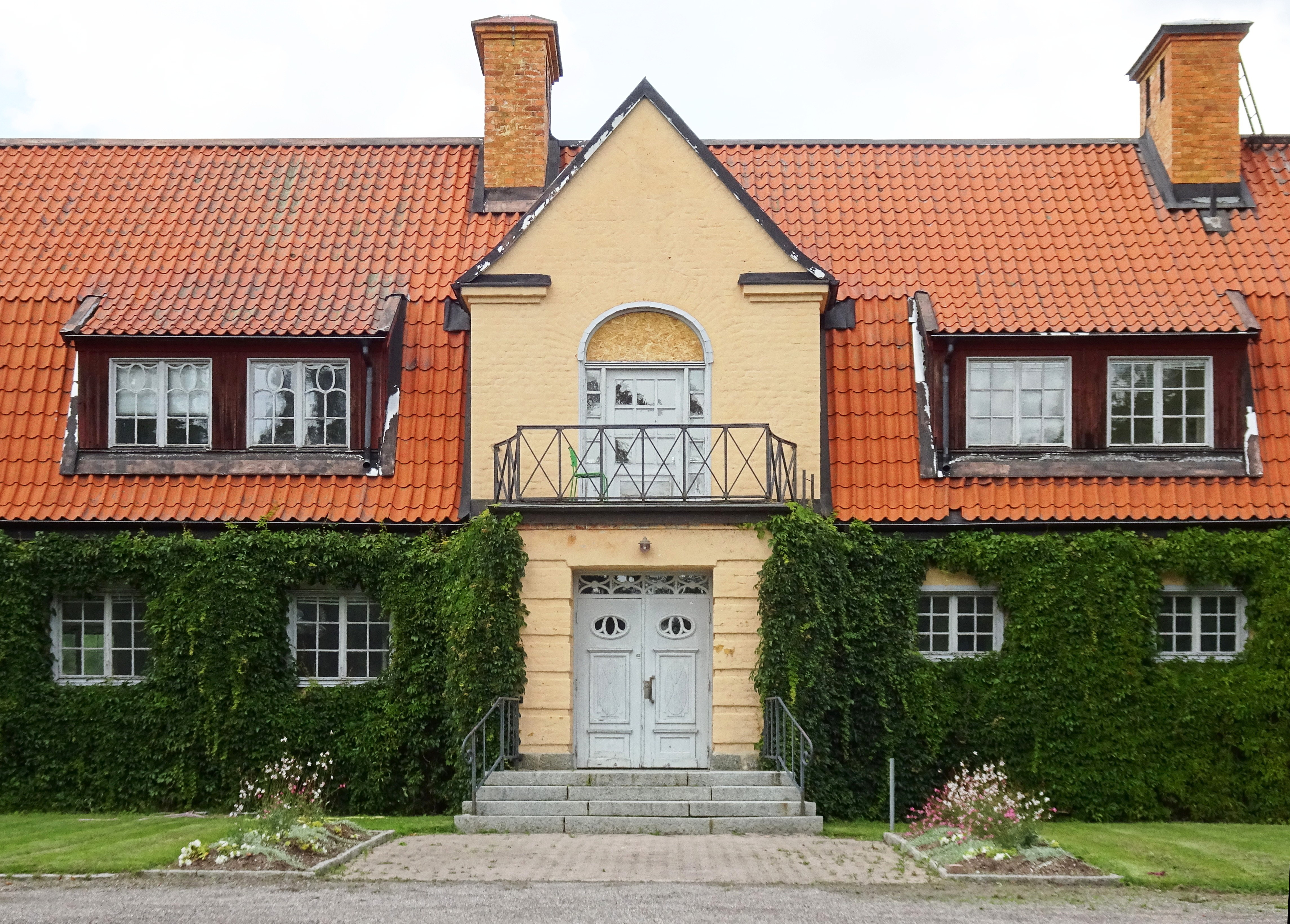
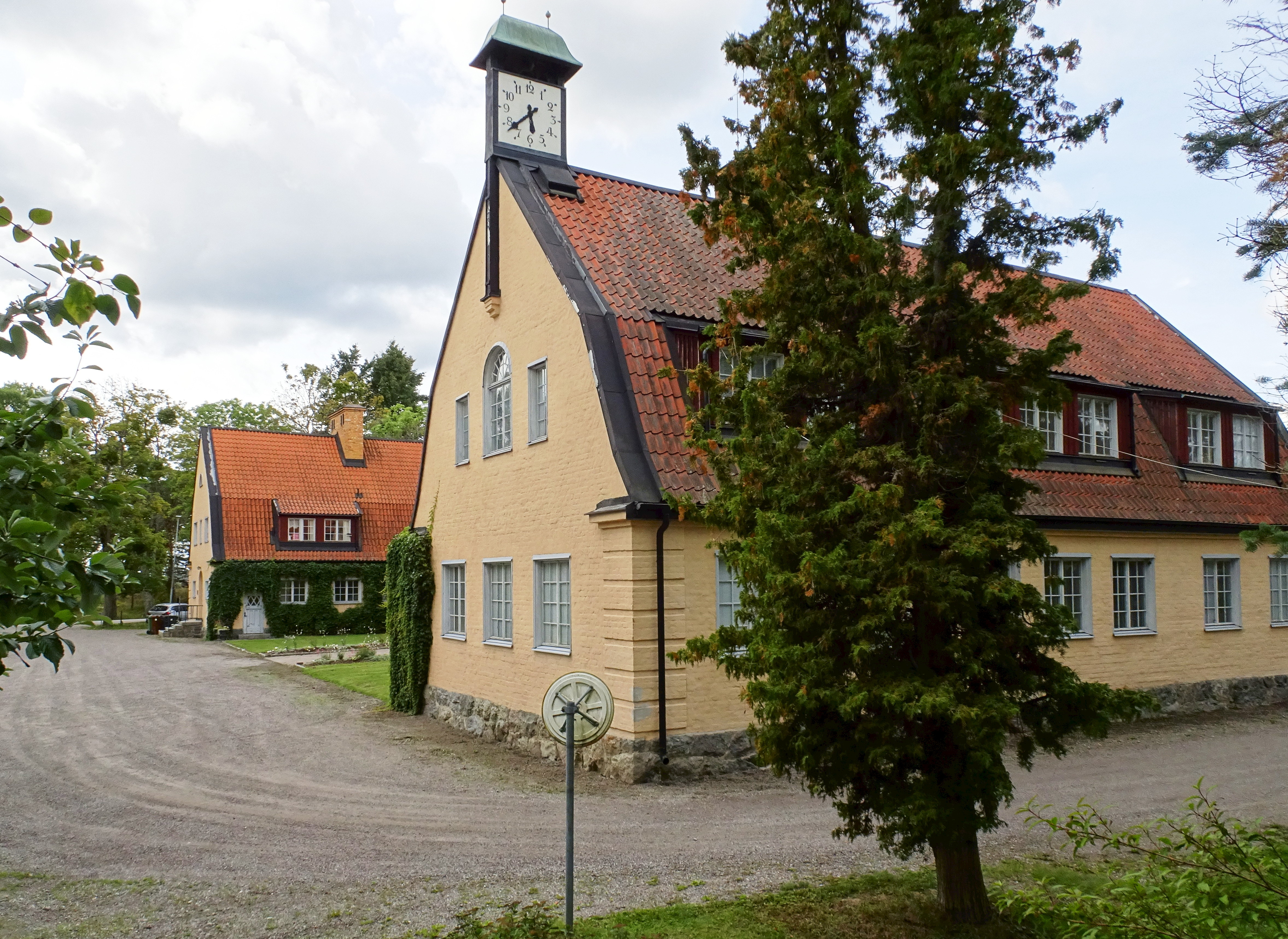
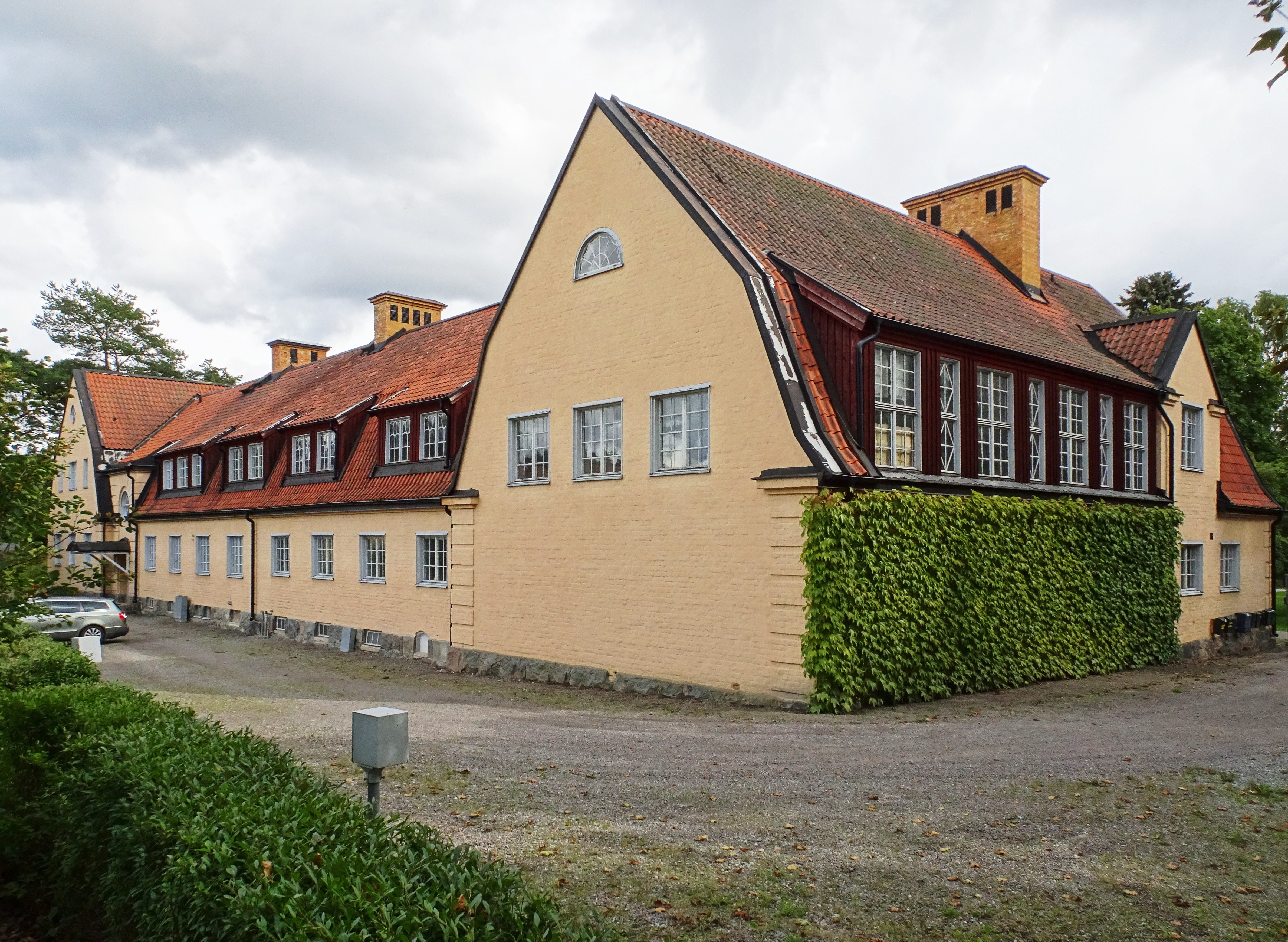